# Paku Alam I
Paku Alam I, geboren als Natakusuma, regeerde van 1812 tot 1829 als eerste zelfregeerder over het erfelijke vorstendom Pakualaman (Javaans: Kadipaten Pakualaman, koloniaal Nederlands: Pakoealaman). De vorst was een vazal van het sultanaat Yogyakarta, en werd tijdens de Britse overheersing van Nederlands-Indië tot vorst verheven als beloning voor de hulp die prins Natakusuma (ook Notokusumo) tussen juni 1812 en maart 1813 aan de Britse troepen had verleend in de strijd tegen het in opstand gekomen Yogyakarta.
Natakusuma besteeg als Paku Alam I de troon.